# Ransweiler
Ransweiler ist eine Ortsgemeinde im Donnersbergkreis in Rheinland-Pfalz.  Sie gehört der Verbandsgemeinde Nordpfälzer Land an.

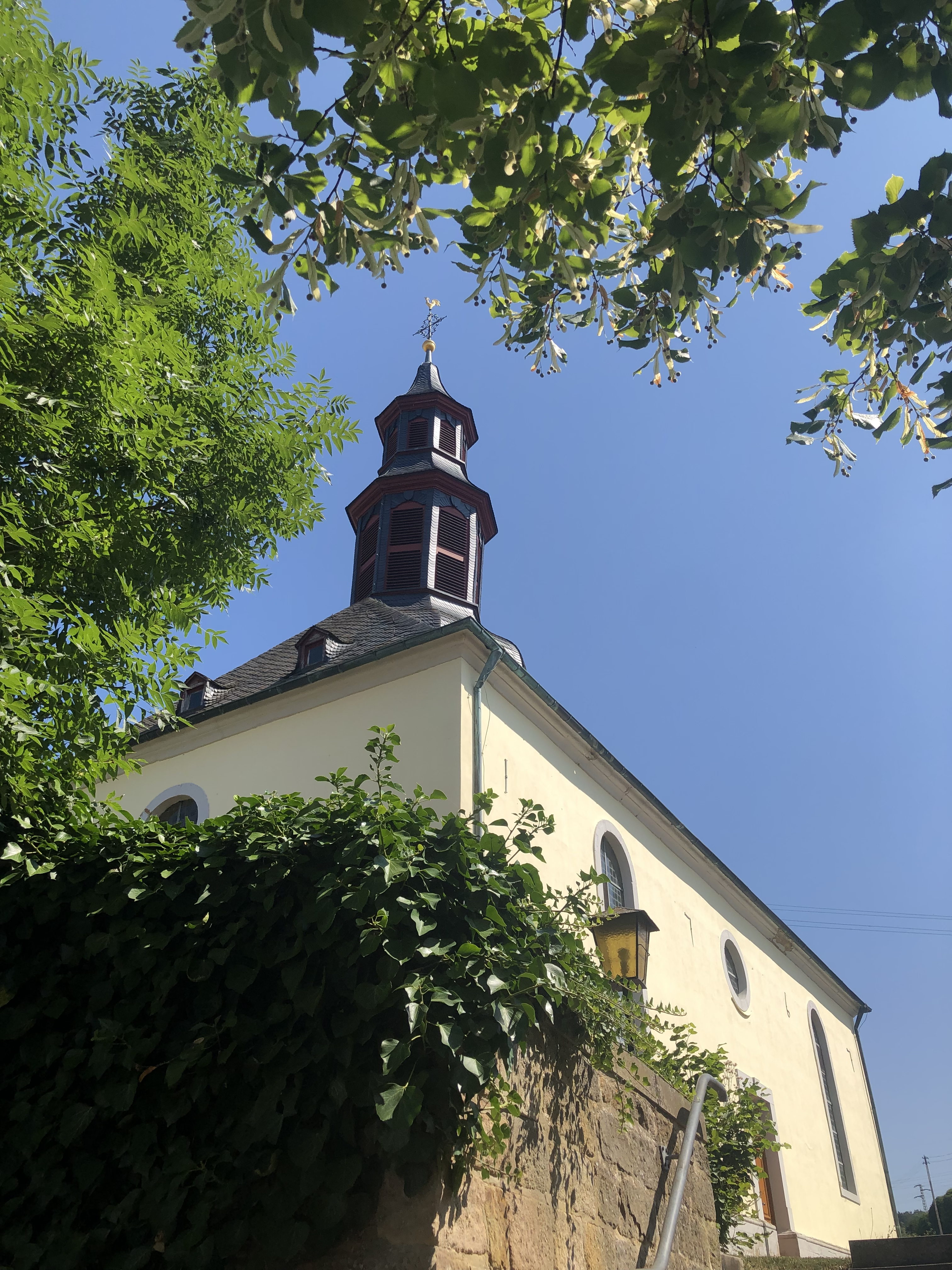
Evangelische Kirche

## Geographie
Der Ort liegt im Nordpfälzer Bergland westlich des Donnersbergs in schöner, hoher Lage zwischen Kaiserslautern und Bad Kreuznach.
Zu Ransweiler gehört der Wohnplatz Birkenhof und ein Teil des Weilers Neubau, der sich auch auf das Gemeindegebiet von Bayerfeld-Steckweiler erstreckt.

## Geschichte
Ransweiler wurde 1190 erstmals urkundlich erwähnt. 
Im Dreißigjährigen Krieg wurde das Dorf 1635, wie die ganze Umgebung, von kroatischen Truppen verwüstet und niedergebrannt.
Bis zur Französischen Revolution gehörte Ransweiler zum Herzogtum Pfalz-Zweibrücken. Nach der Französischen Revolution wurde der Ort in das französische Département Donnersberg eingegliedert. Infolge des Wiener Kongresses war er von 1816 bis 1945 bayerisch. Nach dem Zweiten Weltkrieg war Ransweiler Teil der französischen Besatzungszone und wurde in das 1946 neu gebildete Land Rheinland-Pfalz eingegliedert.

## Politik

### Gemeinderat
Der Gemeinderat in Ransweiler besteht aus sechs Ratsmitgliedern, die bei der Kommunalwahl am 9. Juni 2024 in einer Mehrheitswahl gewählt wurden, und der ehrenamtlichen Ortsbürgermeisterin als Vorsitzender.

### Ortsbürgermeister
Katharina Weber wurde am 4. Juli 2024 Ortsbürgermeisterin von Ransweiler. Bei der Direktwahl am 9. Juni 2024 hatte sie sich mit einem Stimmenanteil von 76,3 % gegen einen Mitbewerber durchgesetzt.
Webers Vorgänger Hans-Jürgen Wieland hatte das Amt am 15. August 2019 übernommen und kandidierte bei der Wahl 2024 nicht erneut als Ortsbürgermeister. Wieland war Nachfolger von Karlheinz Sundheimer, der 2019 nach 27 Jahren im Amt nicht erneut angetreten war.

### Wappen
| Wappen von Ransweiler | Blasonierung: „Geteilt von Schwarz und Silber; oben ein goldener wachsender Löwe, rot gezungt und rot bewehrt, unten ein rotes Tatzenkreuz umfasst von einem grünen Eichenzweig mit grünen Eicheln in grünen Eichenschüsseln.“ |
| Wappen von Ransweiler | |

## Wirtschaft und Infrastruktur
Über die Anschlussstelle Winnweiler der A 63 im Südosten besteht Anschluss an den Fernverkehr. In Rockenhausen ist ein Bahnhof der Alsenztalbahn. An diesen und an weitere ist der Ort über die Buslinien 913 und 915 angeschlossen, die von Behles Bus aus Kirchheimbolanden betrieben werden.

## Söhne und Töchter der Gemeinde
- Karl Steitz (1890–1966), Politiker (CDU)